# Resolução de Formosa de 1955

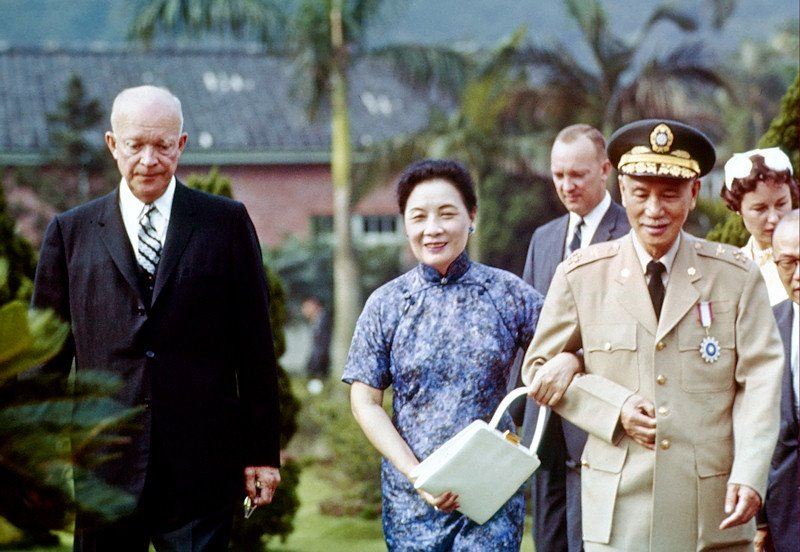
Líder da República da China, Chiang Kai-shek, e o presidente dos EUA, Dwight D. Eisenhower, em 1960.

A Resolução de Formosa de 1955 foi uma resolução conjunta aprovada pelo Senado dos Estados Unidos e assinada pelo Presidente dos Estados Unidos Dwight D. Eisenhower em 29 de janeiro de 1955, para neutralizar a ameaça de uma invasão de Taiwan (República da China) pela República Popular da China. A resolução deu ao presidente dos Estados Unidos a autoridade “para empregar as Forças Armadas dos Estados Unidos conforme julgar necessário para o propósito específico de assegurar e proteger Formosa  e Pescadores contra ataques armados [pelos comunistas]”. 
A resolução foi formulada em meio à Crise do Estreito de Taiwan (1954–1955), que foi um breve período de conflito armado que envolveu incursões feitas pelo Partido Comunista da China nas ilhas do Estreito de Taiwan controladas pelo Kuomintang (KMT) liderada República da China. Uma resposta latente do Conselho de Segurança das Nações Unidas em relação a esses desenvolvimentos levou o presidente dos Estados Unidos, Eisenhower, a solicitar a resolução em janeiro de 1955.